# Scurolo di San Damiano
Lo scurolo di San Damiano è una cappella reliquiario annessa alla chiesa parrocchiale dei Santi Fabiano e Sebastiano di Fara Novarese, contenente i resti del martire Damiano, un martire delle catacombe o corpo santo.

## Storia
La prima sistemazione di San Damiano nella parrocchiale di Fara Novarese risale al 1744. I resti del santo, provenienti dalla catacomba di Calepodio nel 1650, sistemati in un'urna, vennero collocati sotto la mensa dell'altare maggiore. La sistemazione fu solo provvisoria, già l'anno successivo si procedette all'erezione di una piccola cappella laterale dedicata al martire, che, arricchita di anno in anno con stucchi ed elementi d'arredo, vide la sua sistemazione definitiva intorno al 1778.

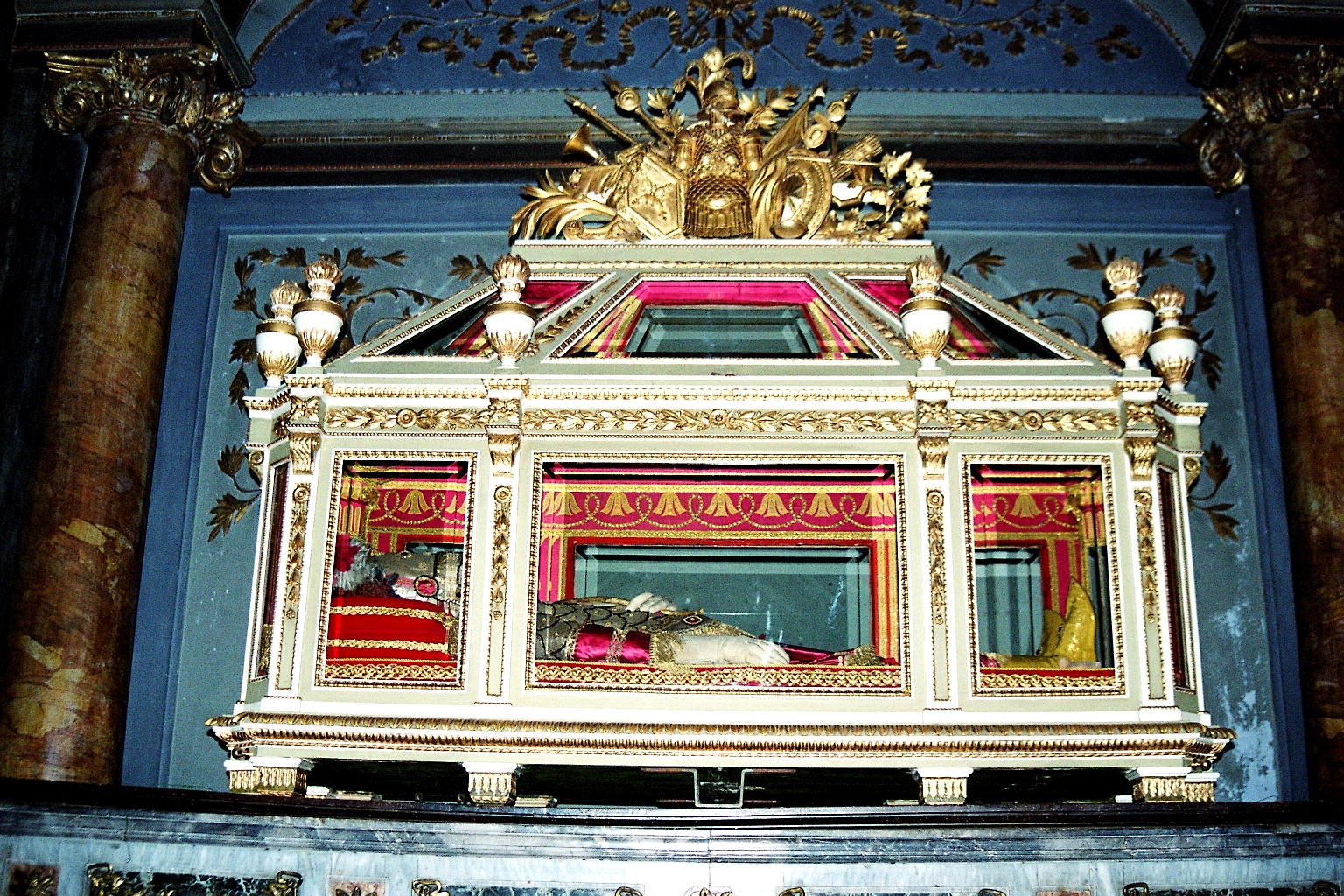
L'urna con i resti di san Damiano.

Data la forte affluenza di pellegrini, si sentì l'esigenza di creare una sistemazione più strutturata dove accogliere il corpo del Santo. Nel 1787 s'iniziarono i lavori per la costruzione dello scurolo, una cappella rialzata di forma rettangolare lungo il fianco sinistro della parrocchiale. L'opera risultò molto dispendiosa, i lavori si protrassero per molti anni. Il progetto prevedeva un altare rialzato sul quale adagiare l'urna del santo ed una grata aperta sul fondo della precedente cappella di San Damiano che permettesse la vista dei resti dalla navata sinistra della chiesa. 
I lavori vennero conclusi nel 1801, il corpo di San Damiano venne trasportato nella sua posizione definitiva l'anno successivo.

## Arte
Il fondo dell attuale cappella di San Damiano è ornato da una ricca cancellata in ferro battuto contorniata da une statue neoclassiche in terracotta dorata: quella di destra regge un ramo di palma ed una colonna, rappresentando così il Martirio; quella di sinistra regge una cornucopia affiancata da un leone, probabilmente l'Abbondanza dei doni nella Resurrezione (Leone = Cristo risorto). Di fronte alla grata, una statua di San Giuseppe con in braccio Gesù bambino del 1919.

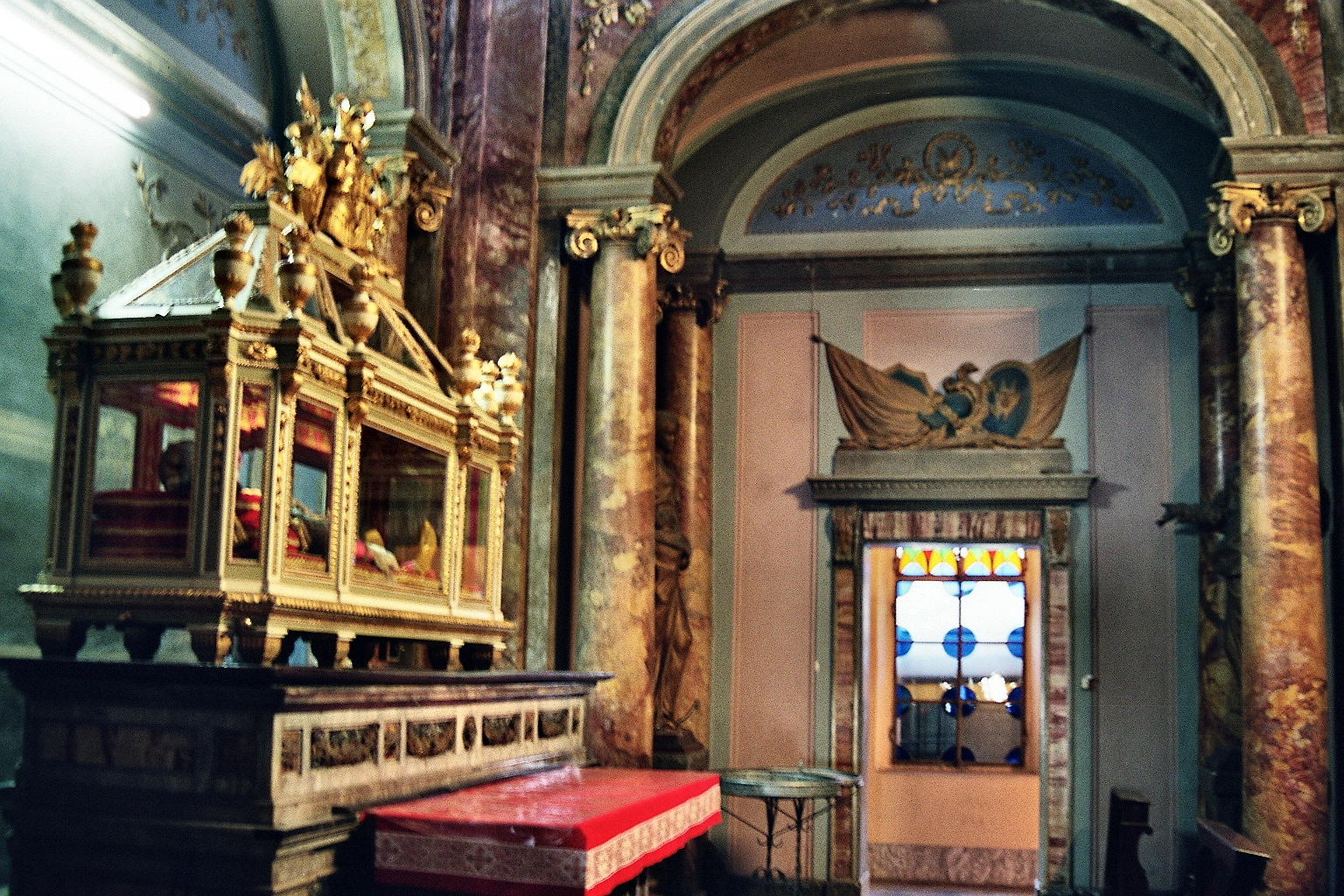
L'interno dello scurolo.

Allo scurolo si accede lateralmente, tramite un portone del 1791 fatto realizzare da Giò Bardello. Il piano pavimentale è rialzato rispetto al livello della chiesa, per accedervi si sale una rampa di scale. 

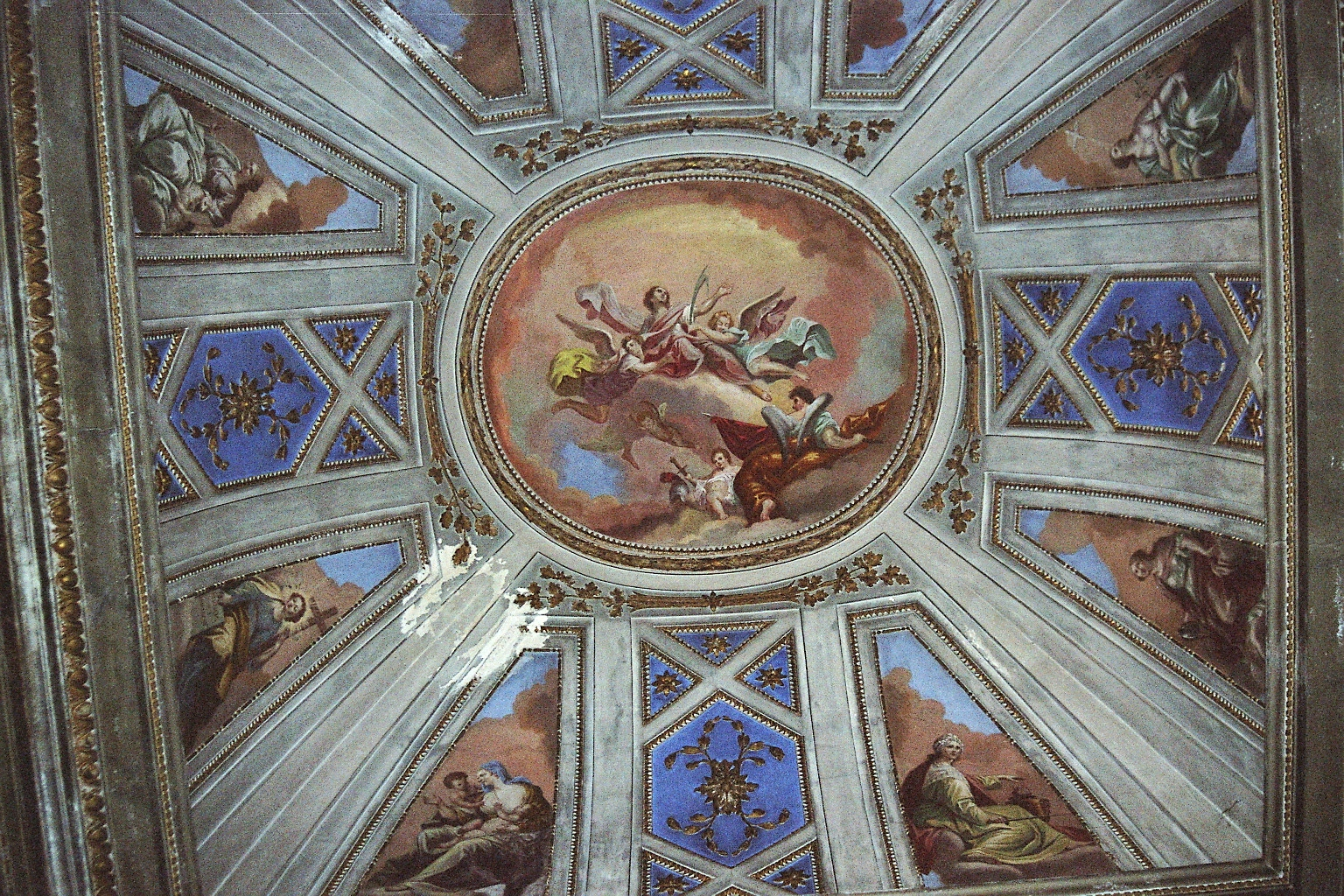
Gaudenzio Prinetti, San Damiano accolto in Paradiso, volta, 1798.

Lo scurolo è di forma rettangolare, decorata con quattro colonne, stucchi e dorature di stile neoclassico. Nei pressi dei quattro spigoli sono posizionate quattro statue in terracotta imbronzata rappresentanti due delle Virtù teologali, Fede e Speranza, e due delle Virtù cardinali, Giustizia e Fortezza.
Di fronte alla grata che dà sulla chiesa, al centro della stanza, è collocata l'ara marmorea sulla quale è posta l'urna in vetro e legno dorato contenente il corpo di san Damiano, adagiato supino ed abbigliato come un soldato romano.
Lo scurolo è coperto da una volta a padiglione rettangolare, illuminata da feritoie orizzontali lungo i quattro lati nascoste dal cornicione e pressoché invisibili dal basso. La volta, dipinta tra il 1796 ed il 1798 da Gaudenzio Prinetti, è decorata da un ovale centrale rappresentante San Damiano accolto in Paradiso. Negli spicchi laterali, le Virtù ed un Cristo Ristorto.

## Curiosità
Nello scurolo è custodito anche un quadro su tavola ex voto. Riporta una vicenda datata 1851, di cui si è persa memoria. Il quadro rappresenta un uomo appostato su di un fienile mentre si appresta a sparare con un fucile ad un secondo  uomo di schiena che sistema una carrozza. sotto l'intercessione di un terzo personaggio orante che esce dalla porta del fienile, interviene san Damiano, raffigurato in cielo in alto a sinistra, probabilmente rendendo inoffensivo il colpo.
Si tratta dell'unico ex voto conservato in ricordo di una grazia di san Damiano.

## Galleria d'immagini

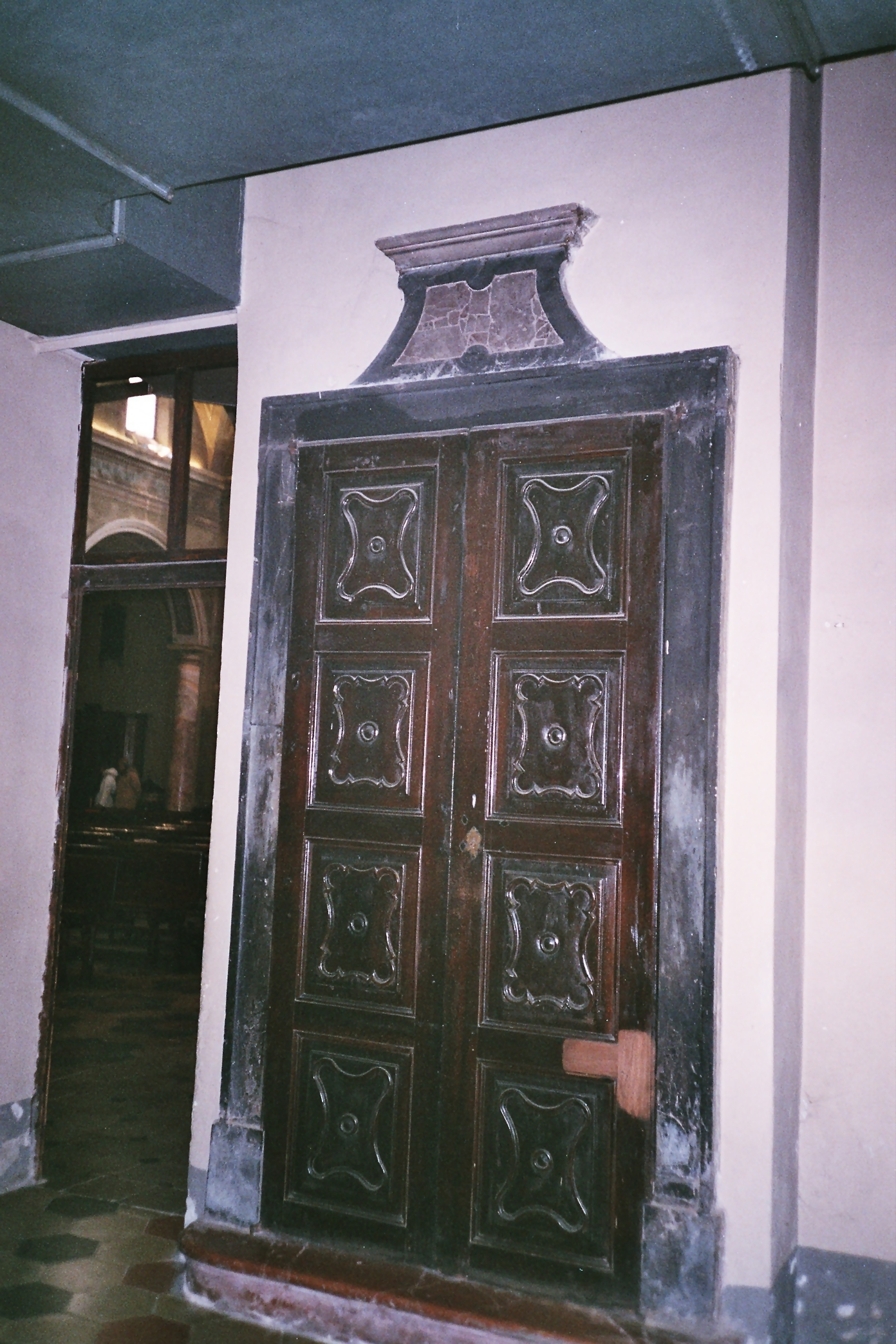
L'ingresso allo scurolo.
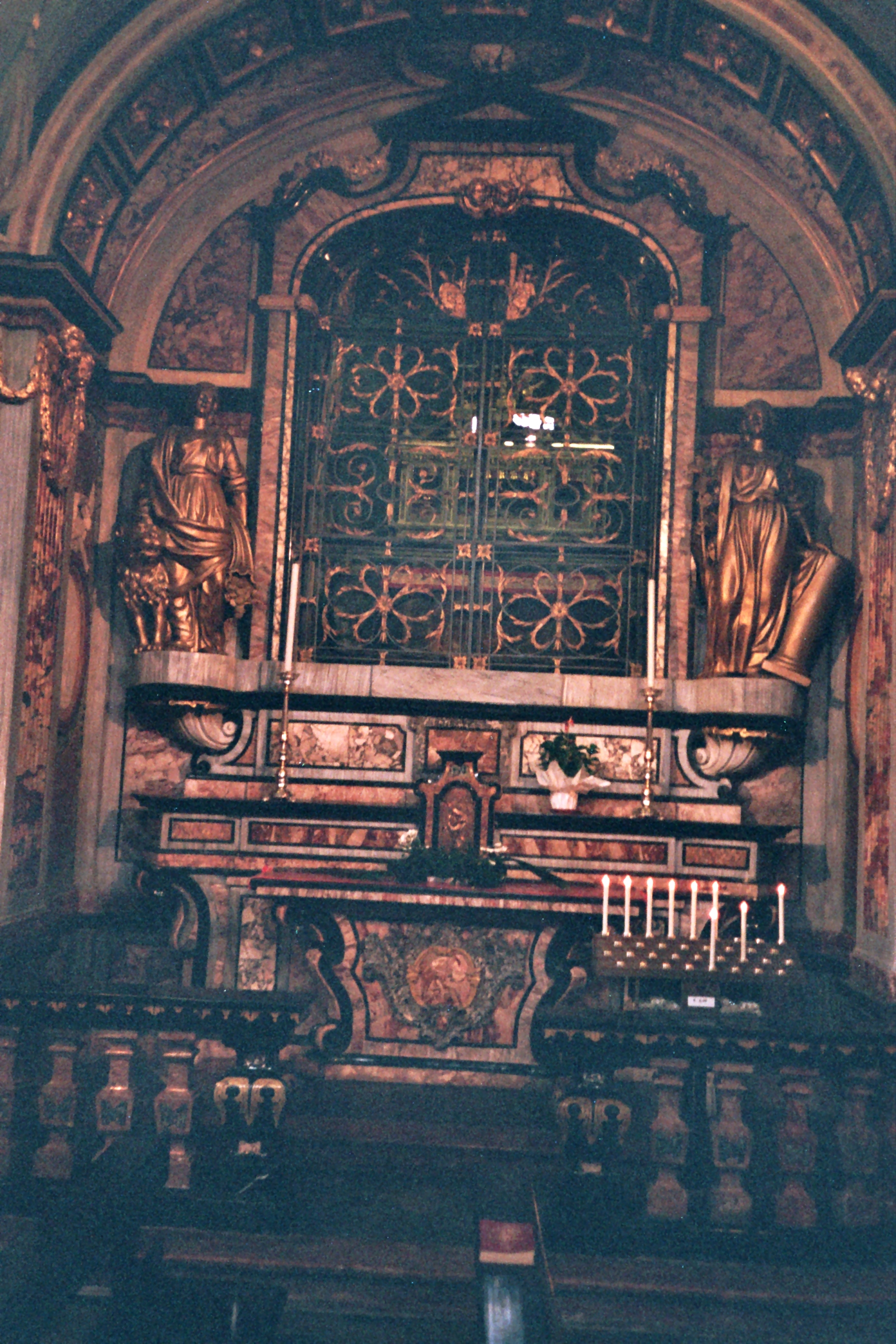
Lo scurolo visto dalla cappella di San Damiano, nella parrocchiale.
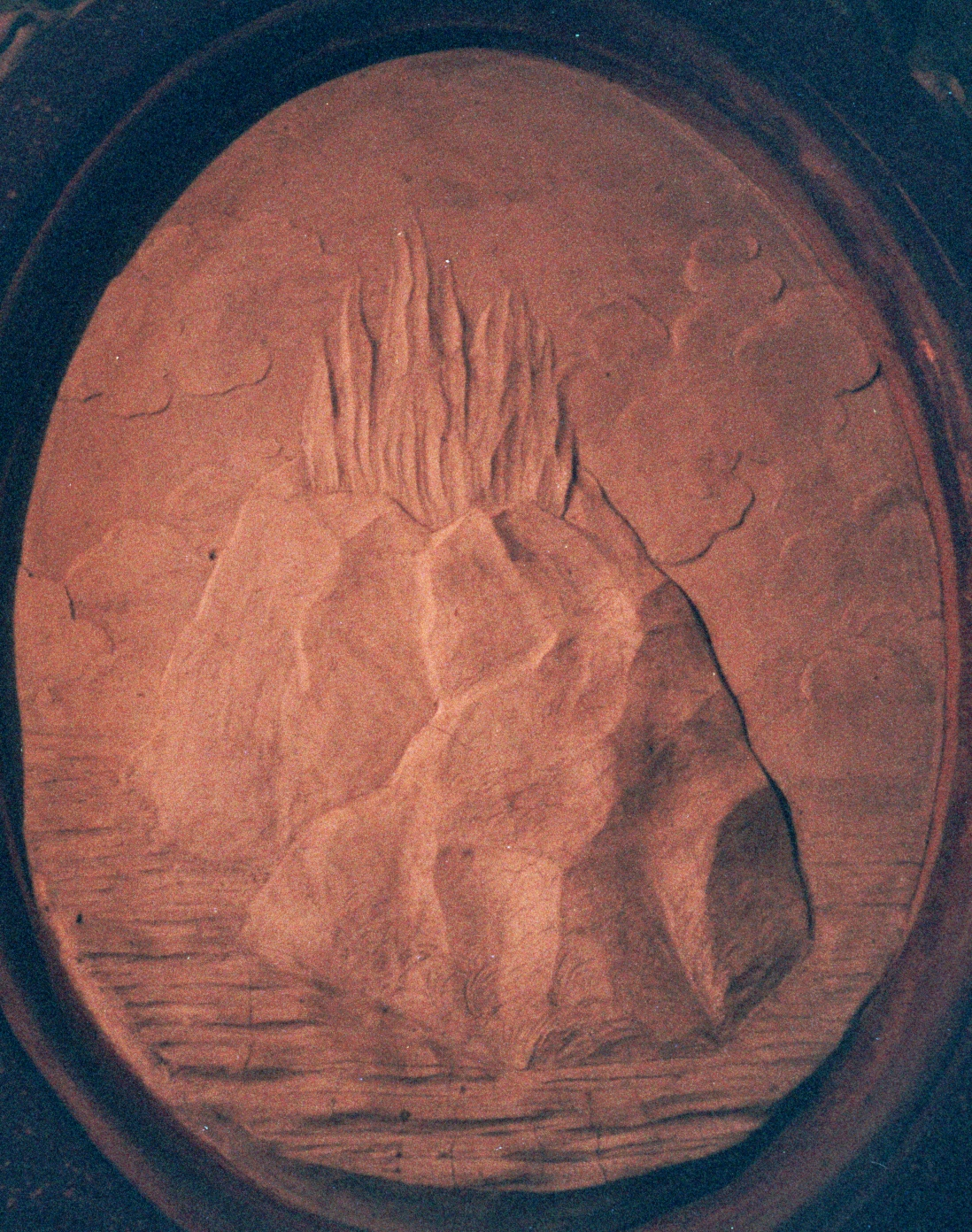
Parrocchiale, cappella di San Damiano, particolare dell'ovale della parete sinistra, il Vulcano.
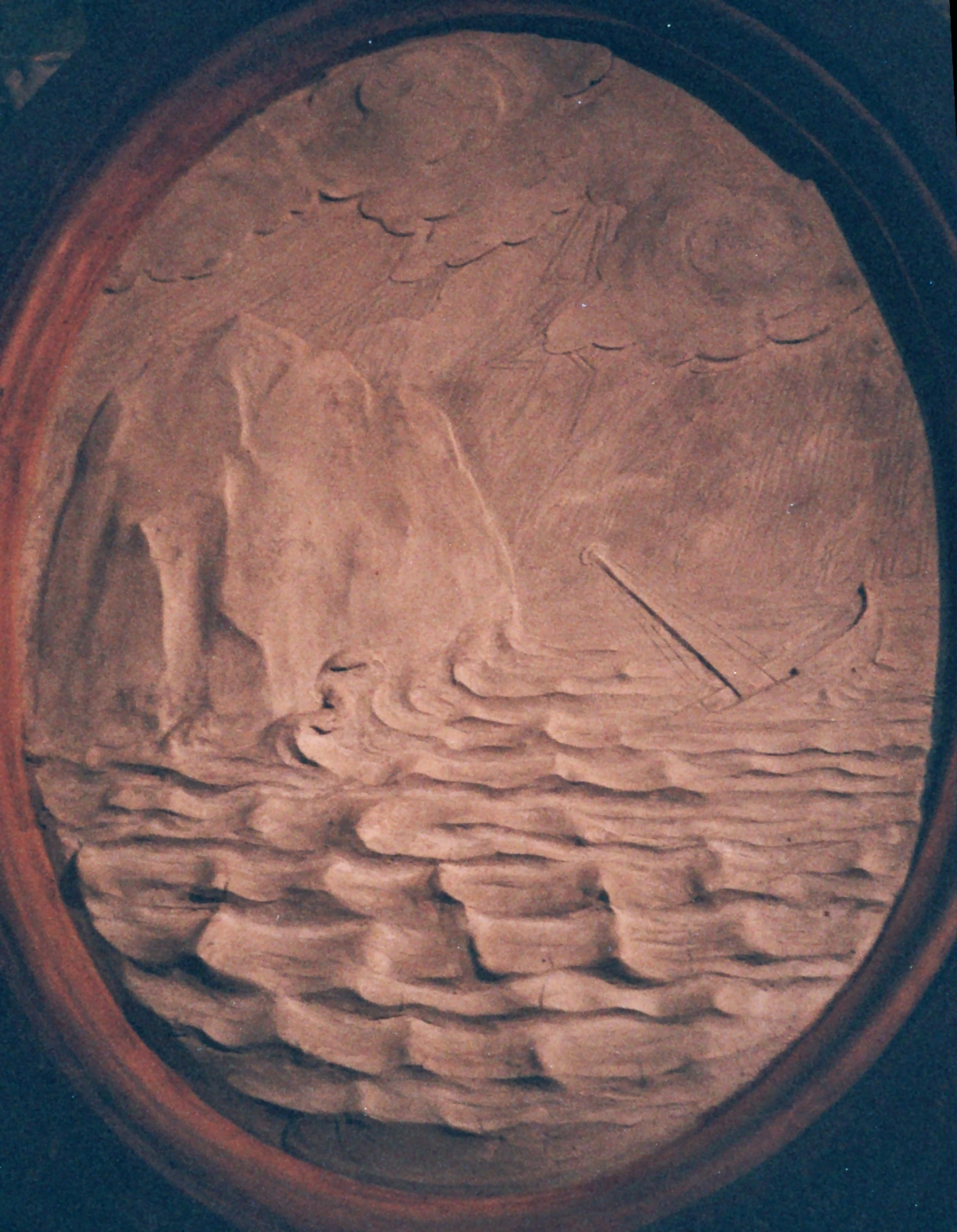
Parrocchiale, cappella di San Damiano, particolare dell'ovale della parete destra, la Procella.